# Brundall
Brundall ist ein Dorf und Civil parish in der Grafschaft Norfolk. Es befindet sich am Fluss Yare etwa 11 km östlich von Norwich.
Das Dorf hat über die Bahnhöfe Brundall und Brundall Gardens Anschluss an das britische Schienennetz. Am 10. September 1874 ereignete sich auf der Strecke zwischen Brundall und Norwich ein Frontalzusammenstoß zweier Züge.

## Persönlichkeiten
- Robert Blake, Baron Blake (1916–2003), Historiker und Hochschullehrer, Life Peer